# Taiga (administrador de proyectos)
Taiga sirve como administrador de proyectos (Software de código abierto) para startups, desarrolladores ágiles, y diseñadores. Su Front-end está escrito en AngularJS y CoffeeScript; sin embargo su Back-end, en Django y Python. Taiga fue publicado bajo la Licencia GNU Affero Pública General.

## Visión general
Taiga es una aplicación de administración de proyectos que puede manejar tanto proyectos sencillos como proyectos complejos para startups, desarrolladores de software, y otros equipos objetivo. Este software sigue el progreso del proyecto. Con Taiga, puedes utilizar cualquier plantilla, tanto Kanban como Scrum, o ambas. Los backlogs se muestran como una lista de todas las características y las historias de Usuario añadidas al proyecto.
Taiga integra funciones de videoconferencias con el uso de servicios de terceros como Talky.io y Appear.in. La funcionalidad de grupo y charla privada está hecha vía HipChat.
La última versión de Taiga se puede descargar de sus repositorios de Github y puede ser usado de manera gratuita.
Este sistema de administración de proyectos puede interactuar con repositorios de control de versiones como GitHub y Bitbucket. Taiga también proporciona varios importadores para facilitar la migración desde plataformas de software de otros propietarios.

## Historia

### Orígenes
Taiga formalmente vino con la creación de Taiga Ágil, LLC en febrero de 2014, aquello proporcionó la estructura formal para el proyecto de Taiga. Pero sus orígenes retroceden con el equipo en Kaleidos, una compañía de software con base en Madrid que inició un Hackathon de una semana de duración dedicado a mejora personal y prototipado de proyectos internos (Taiga era uno de estos).

### Premios
Taiga ganó en el 2015 el premio a la Herramienta Ágil Más Valorada otorgada por el Portal Ágil. Ha sido citada como una de los "Mejores 10 proyectos de código abierto en 2014" y "Mejores 11 herramientas de administración de proyectos del 2016" por Opensource.com.